# 凯文·道尔
凯文·爱德华·道尔（英語：Kevin Edward Doyle，1983年9月18日—），出生於愛爾蘭韦克斯福德郡亚当镇（Adamstown），是男子職業足球運動員，場上司職前鋒。

## 生平

### 愛爾蘭
奇雲·杜爾年幼時是一名資優的蓋爾運動運動員，其後代表出生地亚当镇及韦克斯福德郡參加足球比賽，於2001年9月加盟成為職業球員，初時代表18歲以下球隊比賽，但數月後即獲提升到一隊參加愛爾蘭超級聯賽。2003年2月奇雲·杜爾追隨領隊帕特·多兰（Pat Dolan）轉投科克城，是其足球生涯早期的成功期，初時擔任右翼，稍後移回其最擅長的中鋒位置，期間射入25球，亦於參賽6場歐洲足協圖圖盃中射入2球。
在效力三年後，奇雲·杜爾於2005年6月4日提出轉會要求，目的地是雷丁，其青年軍教頭艾蒙·多兰（Eamon Dolan）正是一直提攜奇雲·杜爾的帕特·多兰的兄弟。

### 雷丁升級
2005年6月7日奇雲·杜爾由科克城轉會英冠球隊雷丁，簽約兩年，轉會費117,000歐元（約為78,000英鎊），但其後奇雲·杜爾於2006年3月首次代表愛爾蘭後，雷丁需要多付17,000英鎊。雖然離開了科克城，奇雲·杜爾於2005年11月獲得愛爾蘭超級聯賽的冠軍獎牌。奇雲·杜爾加盟雷丁原本只作為後援球員，但由於正選前鋒戴夫·傑臣（Dave Kitson）受傷而獲得上陣機會，奇雲·杜爾抓緊機會在代替戴夫·傑臣的每場比賽均取得入球，因而奠定正選席位。奇雲·杜爾成為雷丁在2005/06年球季的升級功臣，而按數據統計排名的「Actim Index」顯示奇雲·杜爾是英冠的頂尖球員之一，並且獲選為雷丁2005/06年球季的最佳球員。2006年4月更獲選由英格蘭職業足球運動員協會（Professional Footballers' Association，簡稱PFA）主辦的「PFA英冠球迷公選足球先生」（Championship Fans' Player Of The Year）及入選「PFA英冠年度最佳陣容」（Championship Team of the Year）。

### 英超歲月
奇雲·杜爾在雷丁新升級英超首季的2006/07年球季擔當重任，2006年8月23日奇雲·杜爾在作客時取得首個英超入球，於開賽後僅3分鐘頭球頂入，但雷丁最後1-2敗陣而回。9月16日奇雲·杜爾再進一步，作客時於開賽後16秒首開紀錄，而且是由主隊負責上半場中圈開球的。一週後的9月23日，雷丁主場對抗奇雲·杜爾自小擁戴的曼聯，加利·尼維利下半場開賽不久禁區內犯手球，奇雲·杜爾主罰十二碼射破雲達沙十指關，最後雙方1-1和局終場。
在英超處子球季上半季表現出色，射入10球排於射手榜第三位，奇雲·杜爾獲得雷丁提前續約，直到2010年夏季，並且獲得提名競逐PFA年度最佳青年球員（PFA Young Player of the Year），最後由獲獎兼奪得同年的英格蘭PFA足球先生。首季埋單，奇雲·杜爾共射入13球及成為雷丁首席射手。
不幸的在英超第二個球季沒有如首季般順利，奇雲·杜爾長時間未能取得入球，在聯賽僅得6球進賬，在最後一輪比賽以4-0擊敗中射入一球，亦不能阻止雷丁在季後降級返回英冠。

### 雷丁降級
2008年夏季有傳聞奇雲·杜爾將會離開雷丁，在瑞典的季前熱身賽中奇雲·杜爾表示決定留隊。果然直到轉會窗關閉，奇雲·杜爾仍然是一名雷丁球員。
8月30日雷丁主場4-2擊敗水晶宮，奇雲·杜爾演出帽子戲法；兩週後的9月16日，雷丁主場大勝6-0，奇雲·杜爾連續兩場主場射入3球，使他成為聯賽領先射手。入球停不了，9月27日主場4-0擊敗中，奇雲·杜爾再射入兩球，連續三場主場比賽共射入8球。
10月8日奇雲·杜爾獲選英冠9月份最佳球員，10月21日主場2-1擊敗，奇雲·杜爾取得第九個入球；11月1日作客4-1擊敗，奇雲·杜爾連入兩球兼取得本季首次作客入球，在射手榜以11球遙遙領前。11月6日奇雲·杜爾續約到2011年夏季。聖誕節前奇雲·杜爾已射入16球，但踏入2009年直到球季結束，卻只錄得兩球進賬，以18球成為球會首席射手。雷丁最終只獲得聯賽第四位參加升級附加賽，在準決賽兩回合累計0-3負於而失落升級機會，領隊亦辭職離隊。

### 再戰英超
2009年6月30日奇雲·杜爾加盟新升英超的狼隊，簽約四年，轉會費沒有透露，據報是破狼隊紀錄的650萬英鎊。
2011年9月28日，英超的狼隊與奇雲·杜爾簽署一份新的四年合約，令其留隊至2015年夏季。

### 昆士柏流浪 (借用)
2014年1月31日，英冠球會昆士柏流浪從英甲球會狼隊借用30歲的奇雲·杜爾直至球季尾。

### 水晶宮 (借用)
2014年9月1日，英超球會水晶宮從返回英冠比賽的球會狼隊借用奇雲·杜爾至2015年1月。

## 國家隊
奇雲·杜爾是愛爾蘭2003年世青盃決賽週代表成員之一，愛爾蘭獲得分組賽冠軍晉級16強淘汰賽，於加時後才以2-3負於哥倫比亞出局，而哥倫比亞最後奪得季軍。於2004年2月2日獲得首次代表愛爾蘭 U-21上陣的機會，對手是葡萄牙 U-21，此後共上陣11次及射入5球。
於2005年10月獲徵召加入成年國家隊，更於2006年3月1日在主場兰斯当路体育馆（Lansdowne Road）首次披甲友賽出戰瑞典，而首次在具競爭性國際賽上陣是於9月2日在2008年歐洲國家盃外圍賽對德國。同年11月15日對聖馬力諾取得首個國際賽入球。奇雲·杜爾於2007年2月4日獲選為2006年「FAI最佳青年球員」，同時亦獲得「FAI足球先生」的提名。
奇雲·杜爾的第二個國際賽入球來自2007年3月28日在主場克罗体育场（Croke Park）1-0擊敗斯洛伐克的致勝球。同年5月23日亦在對厄瓜多爾時射入扳平1-1，更在9月9日作客斯洛伐克布拉迪斯拉发時射入一個「世界波」，左腳遠射直飛球門右上角入網，協助愛爾蘭在歐國盃外圍賽以2-2迫和斯洛伐克。奇雲·杜爾於11月17日作客2-2賽和威爾斯取得個人第五個國際賽入球，亦是在歐國盃外圍賽的第四球。他亦於2008年9月6日在2010年世界盃外圍賽作客（在中立球場德國、美因茨舉行）2-1擊敗格魯吉亞時先開紀錄。
奇雲·杜爾獲提名競選2007年「FAI足球先生」及9月對斯洛伐克的入球競逐「全年金球」（Goal of the Year）。在效力雷丁期間代表愛爾蘭上陣超過20次，是雷丁歷來為國家隊上陣最多的球員。

## 榮譽
科克城
- 愛爾蘭超級聯賽冠軍（1）：2005年；

雷丁
- 英格蘭冠軍聯賽冠軍（1）：2006年；

## 外部連結
- （英文） 雷丁官網：凯文·道尔
- （英文） 足球数据库：凯文·道尔的球员统计数据
- （英文） 凯文·道尔 – FIFA國際賽競賽紀錄 (存檔)
- 愛爾蘭足球協會國家隊成員簡介：
  - （英文） 愛爾蘭足協：U21隊（页面存档备份，存于）
  - （英文） 愛爾蘭足協：國家隊（页面存档备份，存于）
- （英文） BBC Sport：Royal Doyle takes the quiet path（页面存档备份，存于）